# Кобиляков Юрій Степанович
Кобиляков Юрій Степанович (нар. 10 липня 1947 — 28 серпня 2013) — заслужений архітектор України, лауреат премії Ради Міністрів СРСР у галузі архітектури, громадський діяч.

## Життєпис
Народився Юрій Степанович 10 липня 1947 року в м. Ворожба Білопільського району, у сім'ї вчителів Степана та Ганни Кобилякових. Дитинсто та юність провів у Путивлі.
Його батько  — Степан Никонорович Кобиляков був викладачем образотворчого мистецтва у Путивльському педучилищі. С. Кобиляков створив серію картин, присвячених стародавньому Путивлю, а також безліч пейзажів, мисливських замальовок. Роботи експонувалися в місті Путивлі, Сумах, Києві.
У 1971 році Ю.С, Кобиляков закінчив Київський інженерно-будівельний інститут. Закінчивши інститут три місяці працював за направленням у Волгограді. Згодом пішов до армії, служив в м. Баку. 
Після армії, поїхав до Києва, де влаштувався на роботу в інститут «Гіпроград», навіть отримав київську прописку. Але долю вирішила поїздка додому, в Путивль, на день народження до матері. Батьки вмовили залишитися і з того часу Ю. С. Кобиляков проживав на Сумщині.
З 1972 року працював на різних посадах у Сумській філії інституту «Укрміськбудпроект», а саме:
- 1985–90 — головний архітектор «Укрміськбудпроект»;
- 1990—2001 -  приймав посаду головного архітектора м. Суми;
- 1992–94  заступник міського голови;
- 2001–02 — головний архітектор творчої майстерні архітекторів «Квадрат» (Суми);
- 2002–05, 2007–09 — директор інституту «Сумипроект-1»;
- від 2009 — заступник директора комунального підприємства «Архітектурара. Будівництво. Контроль» Сумської міської ради.

В останні роки Ю. С. Кобиляков, як і батько почав малювати картини, поміж них були мисливсько-рибальські пейзажі. Юрій Степанович любив поїздки на природу з друзями на риболовлю та полювання.

Юрій Кобиляков з друзями на полюванні. Могриця (Сумський район)

У ніч з 27 на 28 серпня Юрій Степанович пішов з життя.

## Роботи
За його проектами були реалізовані такі споруди :
- сквер «Дружба» (1973),
- відділення Національного банку України в м. Путивль (1979),
- скульптурна композиція «Садко» (1982 р.),
- Сумська обласна універсальна наукова бібліотека (1982),
- палац «Романтика» (1984),
- реконструкція центрального ринку (1986),
- Будинок профспілок на майдані Незалежності  (1990–96),
- Палац дітей та юнацтва на вул. Соборній  (1994),
- планування 7–12-го мікрорайонів міста,
- головний корпус Сумського державного університету,
- проектування Харківського житлового масиву,
- створення магістрального шляху по вул. Харківській шириною більш ніж 95 м. (найширша в СРСР).

## Діяльність

Вручення першого видання «Суми. Вулицями старого міста». Юрій Кобиляков та мер міста Суми Володимир Омельченко, 2004 р.

У зв'язку з тим, що архітекторів на нові проекти критично не вистачало, 1983 року Юрій Степанович відвідавши архітектурні факультети провідних вишів, відібрав 16 кращих випускників. Була створена "Архітектурна школа". Навколо Юрія Степановича завжди гуртувалися кращі сумські архітектори.
Довгі роки Юрій Степанович очолював Сумську обласну організацію Союзу архітекторів України.
З 2001 р. творчість і продуктивну працю архітектора Юрій Степанович поєднував з викладацькою роботою на архітектурному факультеті Сумського будівельного коледжу.
Юрій Степанович був зачинателем висотного будівництва в м.Суми. Сумські будівельники першими із обласних центрів України з кількістю жителів до 300 тис. побудували по проекту Ю.С. Кобилякова 14-поверхові житлові будинки по вул. Харківській, 16-ти поверховий головний корпус СумДУ, 12-поверхові монолітні будинки в 11-12 мікрорайонах.
Вагомий внесок архітекторів групи Кобилякова в проектуванні центрального критого ринку в м. Суми, а саме було створено підземний поверх якого не було в проекті. Був розроблений проект і почато будівництво культурно-спортивного комплексу на 25000 глядачів у міському парку.
Юрій Степанович був ініціатором ідеї та одним із керівників авторського колективу архітектурно-історичного альбому «Суми. Вулицями старого міста». Робота колективу проходила в основному в будівлі міської архітектури, за адресою вул. Гагаріна. Цю подію описує кращий друг Юрія Степановича, Віталій Костянтинович Шейко, виконавчий директор обласної громадської організації "Центр соціально-гуманітарного розвитку «Рідний край» :
|  | Літо 1999 року. В кінці того напруженого тижня, після трудового дня в кабінеті Юрія Степановича заплановано черговий виїзд мисливської команди на природу. Увагу присутніх (серед них був і автор статті) привернула купа сканованих матеріалів з листівок міста Сум. Юра почав захоплено розповідати про долю колекції, її унікальність і з характерною «кобиляковською» посмішкою запропонував ознайомитися з матеріалом та подати пропозиції. Я став переконувати його у своїй некомпетентності: не корінний сум’янин, не фахівець із колекціонування і навіть не науковий чи там архівний працівник... Але Юрій рішуче відкинув мої аргументи, і почалася спільна копітка робота в пошуках форми, змісту, структури задуманого видання. Залучення однодумців з наукової, музейної, архівної справи не дали позитивних результатів, та вселили надію, що ця «авантюра» має перспективу |

### Зображення

Палац дітей та юнацтва
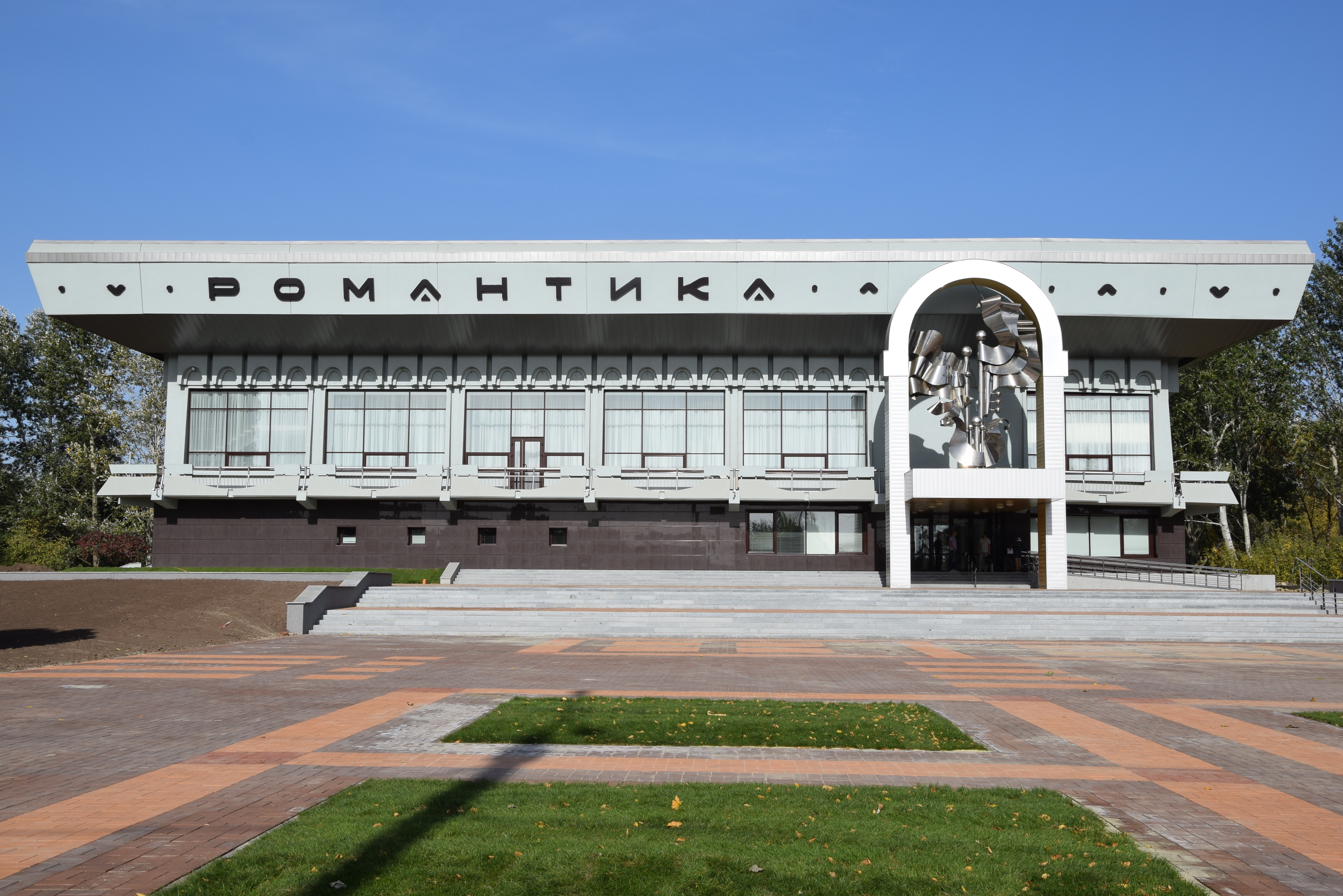
Молодіжний центр "Романтика"
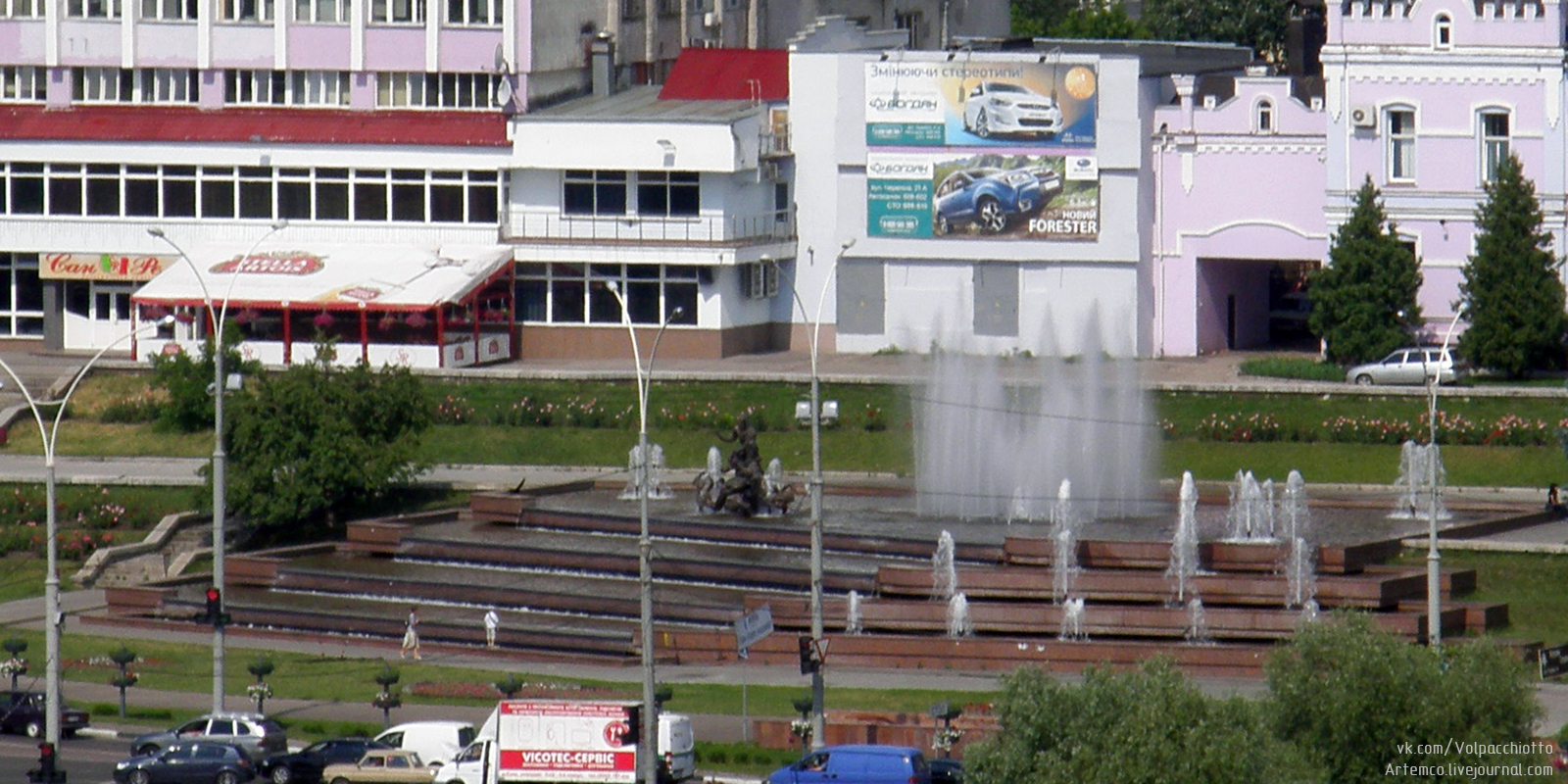
Фонтан "Садко"
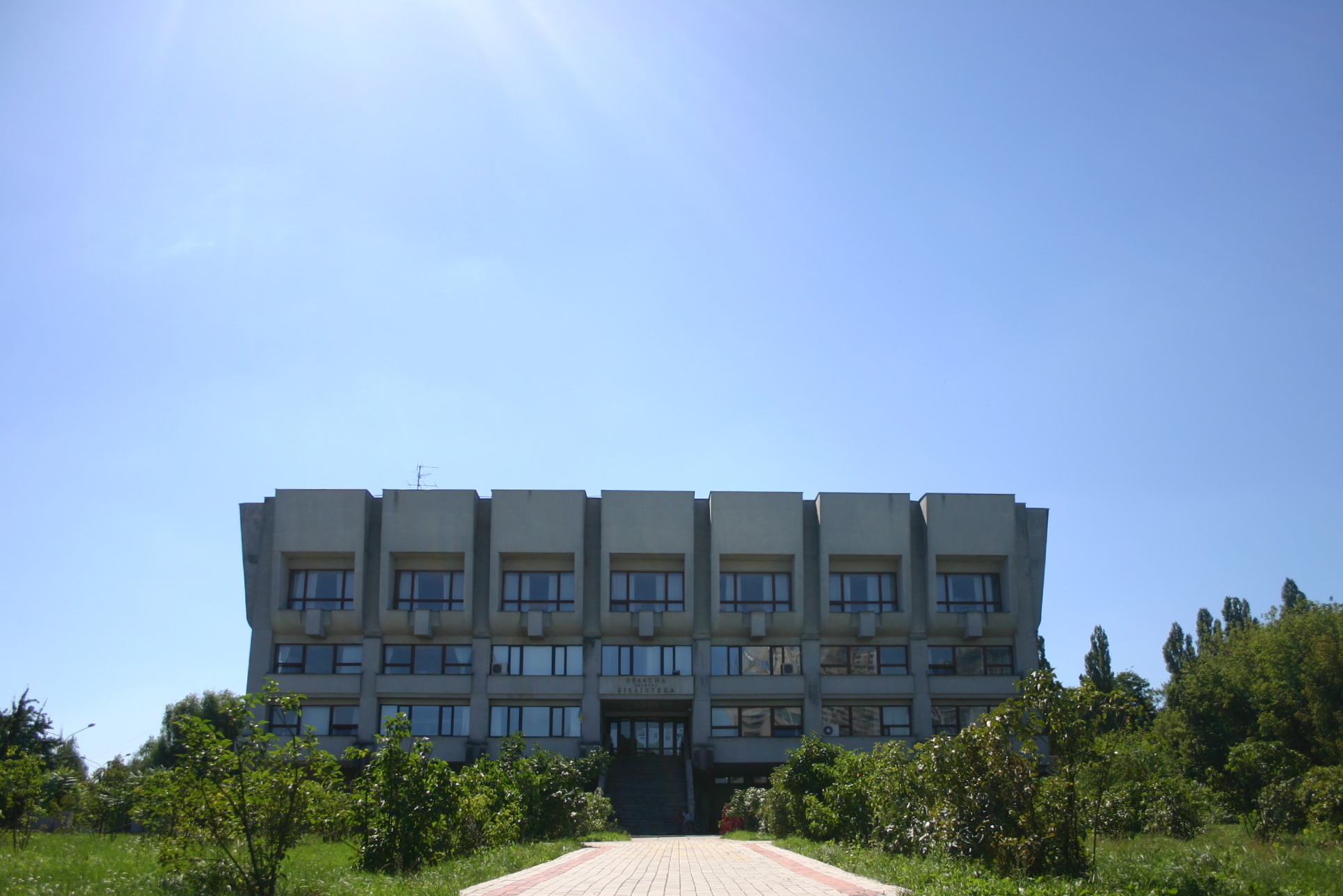
Сумська обласна універсальна наукова бібліотека

## Нагороди
Нагороджений:
- срібною медаллю ВДНГ СРСР;

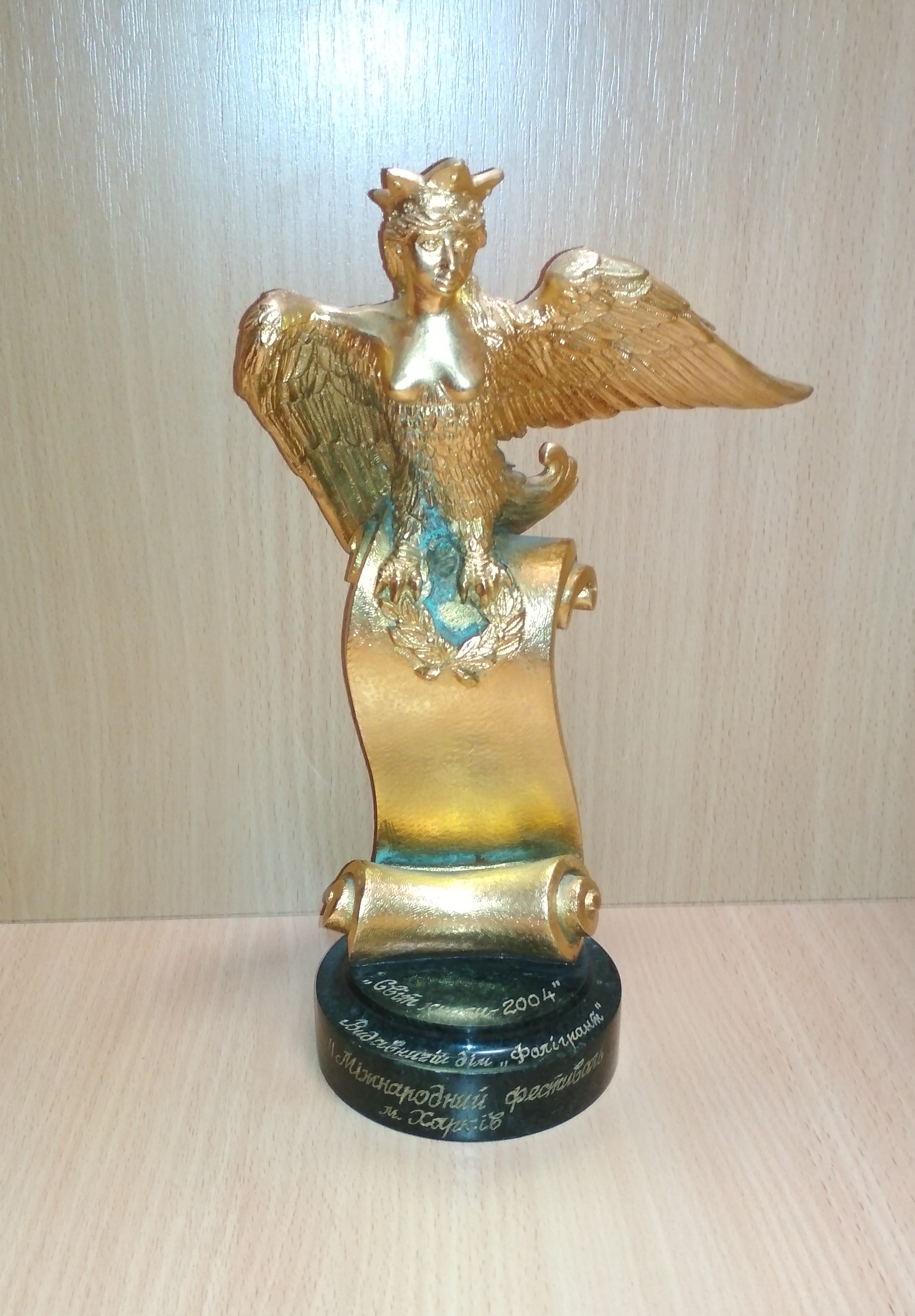
Статуетка із зображенням золотого Фенікса.

- премією за кращий проект Палацу піонерів м. Враца (Болгарія) (1987 р.);
- 1-ю премією обласного конкурсу щодо забудови універсального висотного комплексу по вул. Харківській (2004 р.).

### «Суми. Вулицями старого міста»
- на 5-ій книжковій виставці-ярмарку «Книжковий світ-2003» у Києві видання отримало перше місце, а також диплом переможця в номінації «Найкраще туристично-краєзнавче видання року». Більш того була вручена статуетка «Срібний Нестор-літописець»
- на VI Міжнародному фестивалі «Світ книги-2004» у Харкові «Гран-прі» і статуетку із зображенням золотого Фенікса в номінації «Книга року» — «Золота полиця»

## Ушанування пам'яті
27 серпня 2014 р  у приміщенні Сумської обласної наукової універсальної бібліотеки було відкрито пам'ятну дошку та бронзовий горельєф Юрія Степановича Кобилякова. Автор — Олег Прокопчук.